# 이동훈 (1940년)
이동훈(李東勳, 1940년, 경상남도 진주시 ~ )은 대한민국의 전 공무원이다. 차관급 공직인 공업진흥청장과 상공자원부 차관을 지냈다.

## 학력
- 동래고등학교 졸업
- 경북대학교 사범대학 사회교육 학사
- 서울대학교 대학원 행정학 석사

## 경력
- 제14회 고등고시 합격
- 상공부 국제협력과장
- 상공부 상역국장
- 공업진흥청 차장
- 상공부 제2차관보
- 공업진흥청장
- 한국수출입공사 사장
- 상공자원부 차관
- 남해화학주식회사 사장
- 한국생산성본부 회장
- 한국전화번호부 대표이사 회장
- 한국산업인력공단 이사장